# La Femme à la cafetière
La Femme à la cafetière est un tableau de Paul Cézanne, peinture à l'huile sur toile de 130,5 cm de haut sur 96,5 cm de large, réalisée entre 1890 et 1895. Actuellement, elle se trouve à Paris au Musée d'Orsay.
Le tableau représente une vieille femme au visage fermé et portant une robe bleue.

## Composition
Ce tableau date de la décennie 1890, époque de maturité du peintre. Comme dans son œuvre Les Joueurs de cartes, le personnage est là, lui aussi profondément ancré dans son décor. Il s'agit ici probablement d'une des employées du Jas-de-Bouffan, la maison familiale des Cézanne près d'Aix-en-Provence. Placée dans un intérieur domestique, il la peint assise sur quelque chose qui ne se voit pas (mi-assise, mi-debout), habillée de bleu et laissant apparaître une expression sévère, inspirée directement des Vierges rustiques et hiératiques de Piero della Francesca (Madonna del Parto, Vierge de Miséricorde)  ou des bustes de la Renaissance.. La personne semble un peu étonnée et embarrassée de poser, tout en imposant sa présence et son mystère.
Dans le fond derrière le personnage, on aperçoit le parquetage d'un meuble et, à gauche, les  fleurs irrégulières d'un papier peint.

## Analyse
Cézanne ne vise pas à une reproduction exacte, photographique, du modèle. Le peintre cherchait à expérimenter les lois de sa peinture, à construire la vérité avec ses propres moyens artistiques, à l'apogée de sa période « constructive » (les composantes strictement  verticales des objets de droite s'opposent aux verticales légèrement penchées à gauche du décor du fond). Pour caractériser le personnage peint, ce qui lui suffit, c'est l'attitude équilibrée et la physionomie simplifiée de la femme (inscrite entièrement dans un triangle, ses mains visibles révélant l'origine sociale laborieuse). Un jeu subtil se crée entre les verticales dans ce tableau, les verticales du personnage d'une part et celles, légèrement inclinées, du décor d'autre part. La personne produit ainsi la même impression que la nature morte sur la table, dans une composition très stricte (simplification  et géométrisation des formes, perspectives multiples annonçant le cubisme comme il l'écrit lui-même : « traiter la nature par le cylindre, la sphère et le cône. »),.

## Hommages
- Bob Wilson, La Femme à la cafetière, film vidéo de 6 min 1989[6], avec Suzushi Hanayagi et Consuelo de Haviland. Production La Sept et l'INA Vidéo intégrale sur dailymotion.
- Ce tableau a fait partie des œuvres françaises de l'exposition universelle de 2010 à Shanghai, ainsi que des oeuvres présentées dans le cadre de l'exposition sur : Le Cubisme, au Centre national d'art et de culture Georges-Pompidou, à Paris, en 2018-2019..